# 秀和
秀和株式会社（しゅうわ）は、かつて存在した不動産会社。本社の所在地は東京都千代田区麹町だった。マンションやオフィスビルの開発のほか、海外でも不動産投資を活発に行い、バブル期には流通株の買い占めで話題を集めたが、バブル崩壊で経営に行き詰まり、2005年（平成17年）に米国の投資銀行、モルガン・スタンレーに保有ビルを売却し解散した。本項では創業社長・小林茂についても記載する。

## 概要

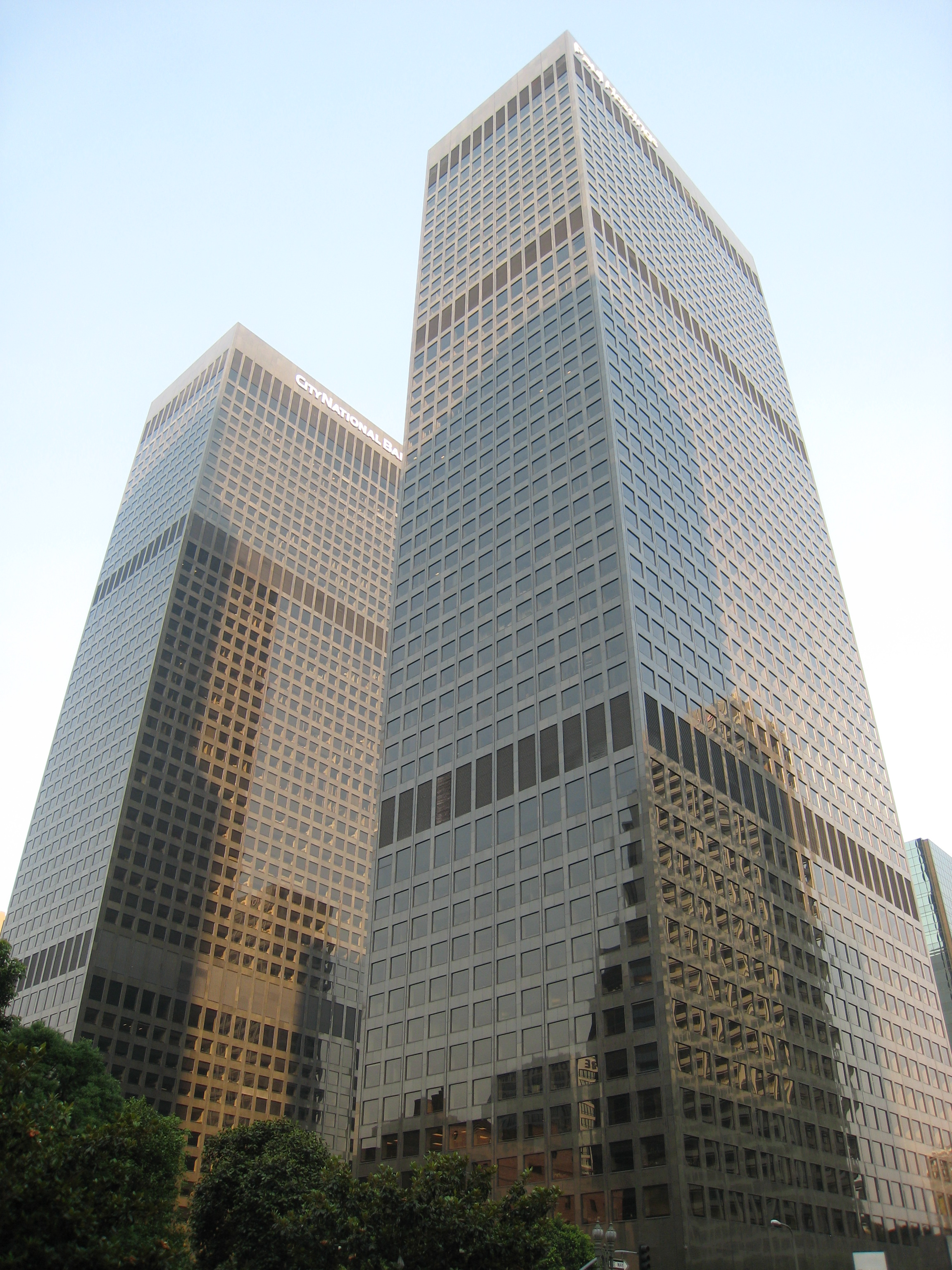
ARCOプラザ

1957年（昭和32年）に小林茂が従業員5人で旗揚げした不動産会社で、東京都心を中心に多くの賃貸ビルを建設したほか、「秀和レジデンス」のブランド名でマンション開発も行った。78年にはロスアンゼルスに秀和インベストメント・コーポレーションを設立して米国に進出。85年のプラザ合意後には、米国での不動産事業を一気に加速させ、86年8月、ロスアンゼルス最大のオフィスビル「アーコプラザ」（52階建てのビル2棟）を買収した。買収価格は約6億2000万ドル。円換算で約960億円という巨額な買い物だった。
バブル期、小林は鉄道連隊時代の戦友である清水信次（ライフストア（現：ライフコーポレーション）社長）の持論である「中堅スーパー大同団結論」に乗り、首都圏を営業基盤とする忠実屋といなげやなどの流通株を買い占めだし、小林＝清水連合軍と経営権を保持しようとする2社とのあいだでは攻防も展開された。だが、1990年（平成2年）3月に不動産融資の総量規制と公定歩合の引き上げが実施されると、当時の借入額が1兆円超であった秀和の資金繰りも急速に悪化した。この窮地に際して、秀和と流通株の協定を結んでいたダイエーが秀和の買い占めた流通株を担保に1,100億円の融資を行い、辛くも危機から脱するが、流通再編に失敗した秀和は不動産価格の下落に伴う負債に苦しむこととなった。
2005年（平成17年）2月末、中央三井信託銀行（のちの三井住友信託銀行）が私的整理ガイドラインに基づく再建計画を取りまとめ、秀和向け287億円の債権放棄を発表。3月には各金融機関から秀和向け債権を買い集め、最大の債権者となっていたモルガン・スタンレーが保有するビルを約1,400億円で取得することが分かり、結局、秀和は社名を「山城」に変更した後、保有するビルを全て売却したうえで解散した。
バブル期に不動産業界では、麻布建物「A」、イ・アイ・イ・インターナショナル「I」、第一不動産「D」、秀和「S」の頭文字を組み合わせて「AIDS」という言葉が流行ったが、この4社はいずれもバブル崩壊後、経営破綻している。

## 秀和レジデンス

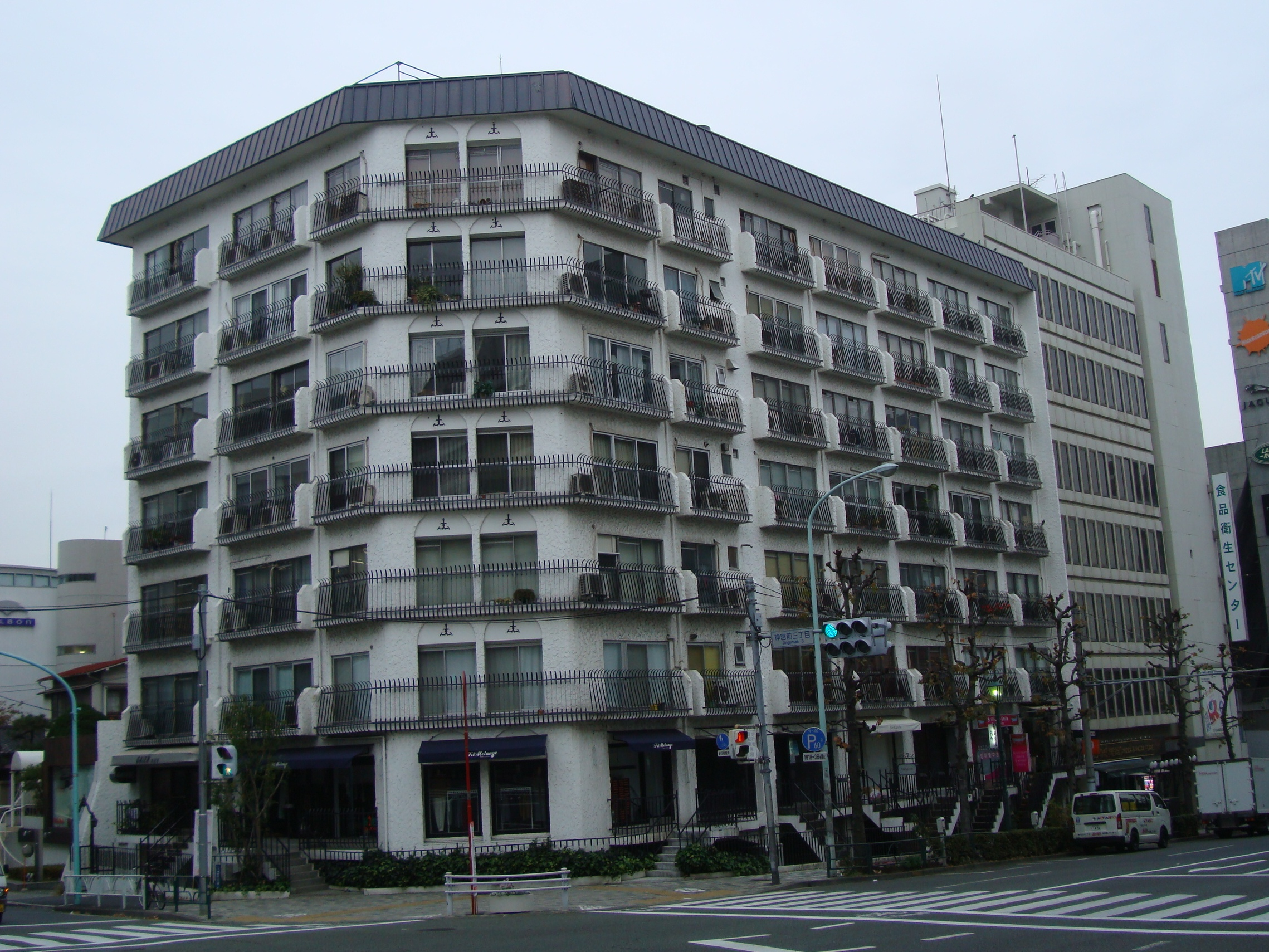
秀和外苑レジデンス
（1967年2月竣工）

秀和レジデンスは、秀和による分譲マンションシリーズで、主に1960年代から80年代、1964年（昭和39年）3月に渋谷・並木橋交差点近くに誕生した秀和青山レジデンス（設計芦原義信）を皮切りに、全国に130棟以上建てられた。
オリンピック景気に伴う、第1次マンションブーム（63年～64年）の折に、秀和青山レジデンスも竣工しているが、"億ション"に代表される富裕層主体の第1次マンションブームは、そう長く続かなかった。そこで小林は、一転してマンションの大衆化を図り、日本初の住宅ローン制度の導入を目指した。
62年の区分所有法の制定で、マンションの一室も資産と認められると、小林は銀行と話し合いを重ね、サラリーマンが月賦でマンションを購入できる制度を確立。また小林は管理組合の導入も提唱し、小林が生み出した「住宅ローン制度」と「管理組合」の浸透によって、全国に秀和レジデンスが広がっていった。
青い瓦屋根、白い塗り壁、アイアン柵のバルコニーという、現在よく見られる秀和レジデンスのスタイルが誕生したのは、秀和外苑レジデンスからであり、68年～72年は秀和レジデンス竣工の全盛期で、この5年間に54棟を竣工させた。
第1号物件である秀和青山レジデンスは、老朽化のため野村不動産と旭化成不動産レジデンスが建て替えの実務を担い、地下2階・地上26階のタワーマンションに一新され、2025年（令和7年）2月の竣工を予定している。

## 芝パークビル

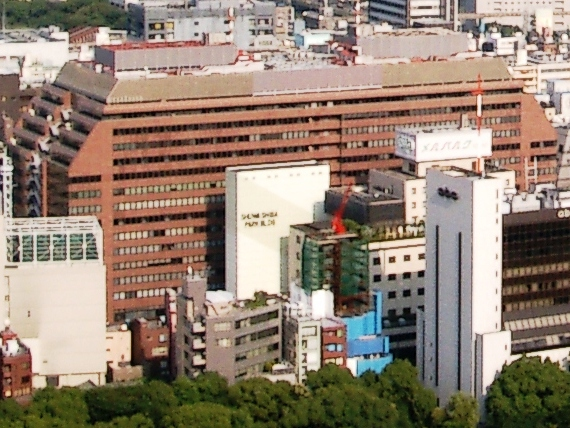
芝パークビル（東京・芝）

## 創業社長・小林茂
小林茂は、東京・小石川に7人兄弟の次男として生まれた。
生家は江戸時代までさかのぼる家具職人の家系で、父は三越などに高級家具を納入する家具工場を経営していた。小学校を卒業と同時に、父の家具工場で働き、仕事を終えると、東京府立実科工業（現在の東京都立墨田工業高等学校）の夜間部に通い建築を学んだ。1945年（昭和20年）3月、応召され、千葉県津田沼にあった陸軍鉄道第二連隊に入営。ここで、終生の友となる清水信次と出会う。初年兵時代、あまりの空腹に耐え切れず、近くの畑で大根やニンジンをかじった仲だという。
敗戦で復員し、父とともに家具工場を再開するが、結核を患い、3年間の療養生活を余儀なくされる。シベリアに抑留されていた長兄が戻ってきたため、家業を兄に任せて喫茶店を開業し、朝鮮戦争の勃発した1950年（昭和25年）には海運会社を興す。特需景気で潤い、その儲けで株を買ったり、銀座のマンモス・バーに資金を注ぎ込んだりした。だが53年の朝鮮戦争の停戦で、奈落に突き落とされ、投資していた株はスターリン暴落で5000万円の損をこうむり、海運会社は倒産、負債だけが残った。
1955年（昭和30年）の神武景気を機に設備投資が旺盛となると、地価も急騰した。小林は所有していた下町の土地を工場用地として高額で売り払い、海運会社の倒産で残っていた負債をゼロにし、おまけに事業資金まで得ることができた。このとき、不動産は儲かると土地に目覚めるのである。

### 秀和設立
1957年（昭和32年）、土地を売って得た資金を元手に資本金300万円で秀和を設立。銀座に持っていたバーと喫茶店を売り払った資金に、銀行からの借り入れと合わせたカネで、バーやクラブが入居する雑居ビルであるソシアル・ビルを銀座に建設した。ソシアル・ビルをスタートに銀座に5つの雑居ビルを建設し、これが当たり、次に、「秀和レジデンス」と名付けたマンションの展開を始めた。
しかし、オリンピック後の不動産不況とオイルショック時には、さすがの秀和も倒産の危機に瀕する。オリンピック後は80人近くいた社員を21人に減らし、社員の給与を一律一万円ということにした。当時、秀和のメインバンクは日本不動産銀行（のちの日本債券信用銀行）だった。69年10月に頭取に就任した勝田龍夫は、経営危機に陥っていた秀和を銀行管理におこうとして、役員を送り込み、融資の回収を図ろうとした。だが、これに反発した小林は反撃に出る。71年頃、日本不動産銀行トップのスキャンダルを握った小林は、ブラック・ジャーナリズムを使って、同行の告発レポートをばらまかせた。これを材料に銀行からの出向役員を追い出し、新たな融資の取り付けることに成功し、倒産の危機を乗りきった。
1982年（昭和57年）11月、首相に就任した中曽根康弘は、国鉄などの国有・公有資産を売却して、民間企業に開発させる構想があった。民間の活力を引き出すために、まず、住宅やビルなどの建築規制の大幅な緩和を実施した。容積率や高さ制限の緩和などの規制緩和で、都心では土地投機が始まり、地価はみるみる上昇。中曽根民活が都心の地価高騰の引き金を引いた。中曽根民活に続いたのが、85年9月のプラザ合意に始まった急激な円高である。円のドルに対する価値は2倍以上となり、異常な円高時代を迎えた。これがバブルの始まりだった。中曽根内閣は円高による黒字を少しでも減らそうと、内需拡大の大号令をかけた。その結果、地価と株価は天井知らずの上昇を続けた。

### 証券市場に進出
異常な地価高騰で、秀和が保有する不動産は莫大な含み資産となっていった。その一方で、都心で地価が上がりすぎてしまい、土地を買って賃貸ビルを建設しても採算が合わなくなってしまった。そこで、小林は方針を転換。用地買収資金を株購入に回して、証券市場に進出した。
兜町デビューは81年の「東京日産株買い占め事件」。この年の春まで小林は東京日産株の21%を買い集めた。日産自動車系ディーラーであった同社は、同族経営で100%日産車を扱いながら、日産と東京日産の間には資本関係がなかった。また老舗ディーラーである東京日産は店舗用地として都内のいたるところにも土地を持っていた。小林は含みがある遊休地を吐き出させることを狙ったのである。この一件は、最大のディーラーである東京日産が乗っ取られでもしたら一大事と、日産自動車が乗り出してきて、秀和が買い占めた株を日産が引き取って決着するのだが、このときの成功体験をしっかりと胸にしまって、小林はバブル時代に、新興仕手筋として兜町に登場してくるのである。
忠実屋・いなげや事件
1989年（平成元年）7月7日、秀和は名義書き換えを行い、首都圏に営業基盤を持つ中堅スーパーの忠実屋、いなげや、長崎屋の筆頭株主に躍り出た。戦友の清水からダイエー、イトーヨーカ堂、西友、ジャスコ、ニチイ、ユニーの大手スーパー6社に対抗するには、中堅スーパーを糾合して年商1兆円規模にしなければ、生き残れないという「中堅スーパー大同団結論」を聞いていた小林は、この話に乗り、ここから、小林＝清水連合軍による中堅スーパーM&A作戦が始まった。清水とは戦後の一時期、音信不通となるが、清水が仕事で上京していた際、銀座でバッタリ再会し、清水が首都圏にスーパーを出してからは、小林が「俺のマンションに来い」誘い、同じマンションに住んだ。
小林＝清水連合軍による最初のプランは、清水が経営するライフストアと長崎屋との合併だった。2人は長崎屋社長だった岩田孝八と会談するが、長崎屋の役員の中に反対意見があって、この話は流れた。そこで、2人は長崎屋以外のスーパーから中堅スーパー大同団結のターゲットを選び出す作業に取り掛かった。親会社が商社、鉄道、百貨店などのスーパー、地方に拠点を置くスーパーを候補から外すなど消去法で絞り込んだ結果、東京の立川や八王子が地盤で、独立系スーパーである忠実屋と、いなげやが残った。
ところが、7月10日、忠実屋といなげやは秀和の買い占めに対抗するために第三者割当増資を行い、発行済み株式の19%を持ち合うことで合意した業務・資本提携を電撃的に発表した。両社が相互に株式を持ち合うことで秀和の持ち株比率を3分の1未満に引き下げ、小林に重要事項の拒否権を行使できないようにすることを狙った、乗っ取り防衛策である。この防衛策に対して、秀和は両社が相互に割り当てた株式の価格が市場価格を不当に下回っているとして、新株発効の差し止めを求める仮処分を東京地裁に申請した。同地裁は、この仮処分申請を認める決定を下した。判決理由は、新株発行は正式な手続きを得ていない（経営側にとっての）有利発行であり、特定の株主の持株比率を低下させることだけを目的とした不正発行であるとした。秀和の全面勝訴だった。

### バブル崩壊後
1990年（平成2年）3月末、不動産業界向け融資の総量規制が実施される。当時、秀和の借入金は1兆1000億円を超えていた。兜町では、「1兆円のカネを、3分の1を海外不動産に、3分の1を国内不動産に、残り3分の1を株の運用に回している」といわれていたが、株と地価の暴落で、その年の11月末には、不渡り説が飛び交う騒ぎになった。窮地に陥った秀和の救済に乗り出したのが、中内功率いるダイエーである。秀和と流通株の処理に関して協定を結んでいたダイエーは、忠実屋、マルエツなど秀和が買い占めた流通株を担保にして秀和に対して、1100億円を融資した。小林は辛くも危機を脱するが、融資の返済期限になっても小林から返済がなかったためダイエーは担保権を行使して、秀和が保有する忠実屋とマルエツの株を手に入れ、労せず2社を傘下に収めた。
その後も債務に苦しみながら、96年10月に茅場町タワー、00年9月に最後の秀和水天宮レジデンス（現：COMODO水天宮レジデンス）を竣工させるが、結局、05年社名を「山城」に変更した後、保有するビルを全て売却したうえで解散した。
小林は、秀和から資産・管理業務等を引き継いだレジデンス・ビルディングマネジメントの経営にも関与したが、2011年（平成23年）4月死去した。
余談だが、忠実屋には業務提携後もダイエーに対する反感が根強く残っていたものの、ダイエーは力で押し切り、1992年（平成4年）にTOBを実施して42%の株式を手中にし、1994年3月には吸収合併し、消滅した。
一方、いなげやは自主独立の旗を掲げて秀和に徹底抗戦した。秀和は発行済株式の26.1%までを買い増すが、2002年（平成14年）5月、イオンにいなげや株式を157億円で売却した。こののち、イオンは取得した26%の株式のうち、11%をいなげや側に売り戻した。2004年（平成16年）4月には、イオンは出資比率を15%に引き下げてしばらくは自主独立を保ったものの、約20年後の2023年（令和5年）には結局イオンが出資比率を50%以上に引き上げた上で、最終的には同社が筆頭株主のユナイテッド・スーパーマーケット・ホールディングスへ統合されることが発表された。
なお、ダイエーも経営悪化でいなげや同様にイオンと業務提携を結んだ後、最終的にはイオンの100%子会社となっており、皮肉にも「中堅スーパー大同団結論」はイオンによって実現されることとなった。
一方のライフは事件以降は企業買収を行わず現在に至るまで自力での拡大路線を採っている。清水の跡を継いでライフの社長へ就任した岩崎高治も買収に対して消極的な姿勢を見せている。

### 注
1. ↑  秀和株式会社に対する債権放棄について 三井トラスト・ホールディングス株式会社 平成17年2月28日
2. 1 2 3  「山一証券廃業10年、倒産通り映る会社の実力 大家の秀和 ひっそり解散」『日経産業新聞』22頁 2007年11月22日
3. ↑  Shuwa Investments Corp. v. County of Los Angeles (1991)
4. 1 2 3 4  有森隆、グループK 2006, p. 242.
5. 1 2 3  小林茂（2） 『日本人名大辞典』 講談社
6. 1 2  有森隆、グループK 2006, p. 237.
7. 1 2  有森隆、グループK 2006, p. 238.
8. ↑  有森隆、グループK 2006, p. 249 - 250.
9. 1 2 3 4 5  有森隆、グループK 2006, p. 256.
10. 1 2  “米モルガン・スタンレー、日本の不動産に2700億円投資－秀和など買収”. ブルームバーグ. (2005年3月30日)
11. ↑  「三井トラスト、秀和向け債権287億円を放棄 」『日本経済新聞』平成17年3月1日
12. ↑  “真説　賃貸業界史　第31回～どうなる？コロナ後の不動産業界～”. 住生活新聞デジタル. (2020年9月7日) 2022年6月5日閲覧。{{cite news}}:  CS1メンテナンス: 先頭の0を省略したymd形式の日付 (カテゴリ)
13. ↑  永野健二『バブル 日本迷走の原点』〈新潮文庫〉2019年、216頁。
14. 1 2 3  谷島香奈子、haco 2022, p. 8.
15. ↑  谷島香奈子、haco 2022, p. 22 - 23.
16. 1 2 3 4 5  谷島香奈子、haco 2022, p. 131.
17. ↑  谷島香奈子、haco 2022, p. 78.
18. 1 2  谷島香奈子、haco 2022, p. 13.
19. ↑  “昭和の「秀和」マンション、初代建て替え　東京・渋谷”. 日本経済新聞. (2020年9月17日) 2022年6月5日閲覧。{{cite news}}:  CS1メンテナンス: 先頭の0を省略したymd形式の日付 (カテゴリ)
20. ↑  谷島香奈子、haco 2022, p. 27.
21. 1 2 3 4 5  有森隆、グループK 2006, p. 241.
22. ↑  有森隆、グループK 2006, p. 240.
23. 1 2 3 4  有森隆、グループK 2006, p. 243.
24. 1 2 3  有森隆、グループK 2006, p. 244.
25. 1 2 3 4 5 6  有森隆、グループK 2006, p. 245.
26. 1 2 3  有森隆、グループK 2006, p. 246.
27. ↑  有森隆、グループK 2006, p. 246 - 247.
28. ↑  有森隆、グループK 2006, p. 247.
29. ↑  有森隆、グループK 2006, p. 248 - 250.
30. ↑  有森隆、グループK 2006, p. 250.
31. ↑  有森隆、グループK 2006, p. 249.
32. 1 2  有森隆、グループK 2006, p. 251.
33. 1 2  有森隆、グループK 2006, p. 252.
34. 1 2 3  有森隆、グループK 2006, p. 253.
35. ↑  有森隆、グループK 2006, p. 255.
36. ↑  有森隆、グループK 2006, p. 256 - 257.
37. ↑  有森隆、グループK 2006, p. 257 - 258.
38. ↑  “イオン、「いなげや」を子会社化 24年に傘下企業に統合へ”. 共同通信 (2023年4月25日). 2023年4月26日閲覧。
39. ↑  “「中京圏は考えていない。海外出店もない。M&Aもないだろう」とライフコーポレーション岩崎社長は言った”. ダイヤモンド・チェーンストアオンライン